# 沈葆楨

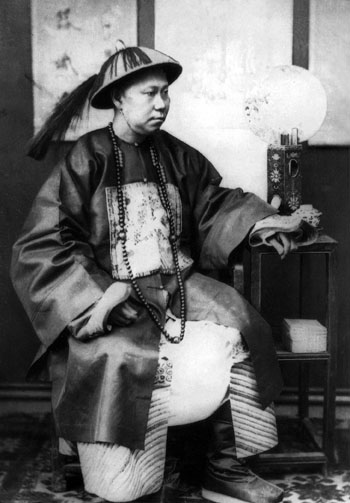
沈葆楨（1870年頃）

沈 葆楨（しん ほてい、1820年 - 1879年）は、清末の官僚。字は翰宇・幼丹。妻の林普晴は林則徐の娘。子は沈瑋慶・沈瑩慶・沈瑜慶・沈璘慶・沈璿慶・沈瑤慶・沈琬慶。変法運動の支持者の一人林旭は孫娘沈鵲応（沈瑜慶の娘）の夫で、中華民国の外交官沈覲鼎は曾孫にあたる。福建省侯官県（現在の福州市鼓楼区）出身。
清末の洋務運動で中心的な役割を果たし、総理船政大臣及び南洋通商大臣を歴任した。台湾出兵（牡丹社事件）の際には欽差大臣として台湾に赴任し軍務を監督した。また任期内に台南市二鯤鯓砲台の修復を行なうと共に、漢人の渡台禁令を解除している。

## 生涯

### 出身から船政大臣まで
道光27年（1847年）に進士に及第し翰林院編修に任命、咸豊4年（1854年）には御史へ、咸豊6年（1856年）には江西省へ派遣され九江知府に任じられ、曽国藩と共に太平天国の平定作戦に従事している。同治元年（1861年）に江西巡撫に就任し、同治3年（1864年）に太平天国の天京を陥落させた際には、幼天王洪天貴福・干王洪仁玕・昭王黄文英を江西に追い捕虜とし、この軍功により軽車都尉に昇進した（天京攻防戦）。
同治5年（1866年）、左宗棠が福建省に馬尾船廠を建設した。だが建設の途中で陝甘総督として異動することになった左宗棠は、沈葆楨を後継者として推薦した。そのため、翌同治6年（1867年）に船政総理大臣に任命され、中国の海事事業の近代化と洋務運動に対し大きな貢献を行った。沈葆楨は、馬尾船廠で近代的な軍艦を建造して福建水師（一部は北洋水師・南洋水師にも提供された）に配備しただけでなく、人材育成にも尽力し、中国最初の海軍学校である福建船政学堂を建学、後に北洋水師や洋務運動の中核を担う人材を数多く輩出している。

### 台湾赴任
同治13年（1874年）5月、日本による台湾出兵が行なわれ原住民との戦闘が行なわれると、清朝は沈葆楨を欽差弁理台湾等処海防兼理各国事務大臣に任命し、福建の全ての鎮及び道をその管轄に置き、江蘇・広東の船舶を徴用し日本及び各国との外交交渉を担当することとなった。沈葆楨は受命後、福州将軍の文煜、閩浙総督兼署福建巡撫李鶴年と共に上奏し外交交渉の基本方針を確認している。
6月、沈葆楨は福建布政使潘蔚と共に台湾に着任、軍備の整備に着手し府城を本拠地と定め安平に砲台（二鯤鯓砲台）を建設、洋式大砲を設置し防禦を固めた。同時に枋寮・東港等に兵を駐留させ、淮軍の精鋭部隊である武毅銘軍（劉銘伝の項目を参照）を配備、唐定奎の部隊6千余人及び総兵張其光・呉光亮等の8千人規模の軍を配置し有事に備えている。
このように防備を固めた台湾であるが、清は海防能力に欠如し、同時に新疆での叛乱（ヤクブ・ベクの乱、1862年 - 1877年）が収束していなかったことより日本との全面対決を避ける傾向があった。日本側も熱帯病により作戦行動に支障を来たし、大規模な作戦継続能力に不足していたことから北京専約を締結し、日本は台湾より撤兵した。
同治14年（1875年）に北京へと戻り両江総督兼南洋大臣に任命され南洋水師を管掌するようになるが、清朝の海防予算には限界があることを認識していた沈葆楨は、限りある予算を南北洋水師に分散させる不利を説き、北洋水師に予算を重点配分することを主張した。光緒5年（1879年）、在任中に59歳で病没。粛公と諡された。

### 台湾での建設事業

#### 行政区画の調整

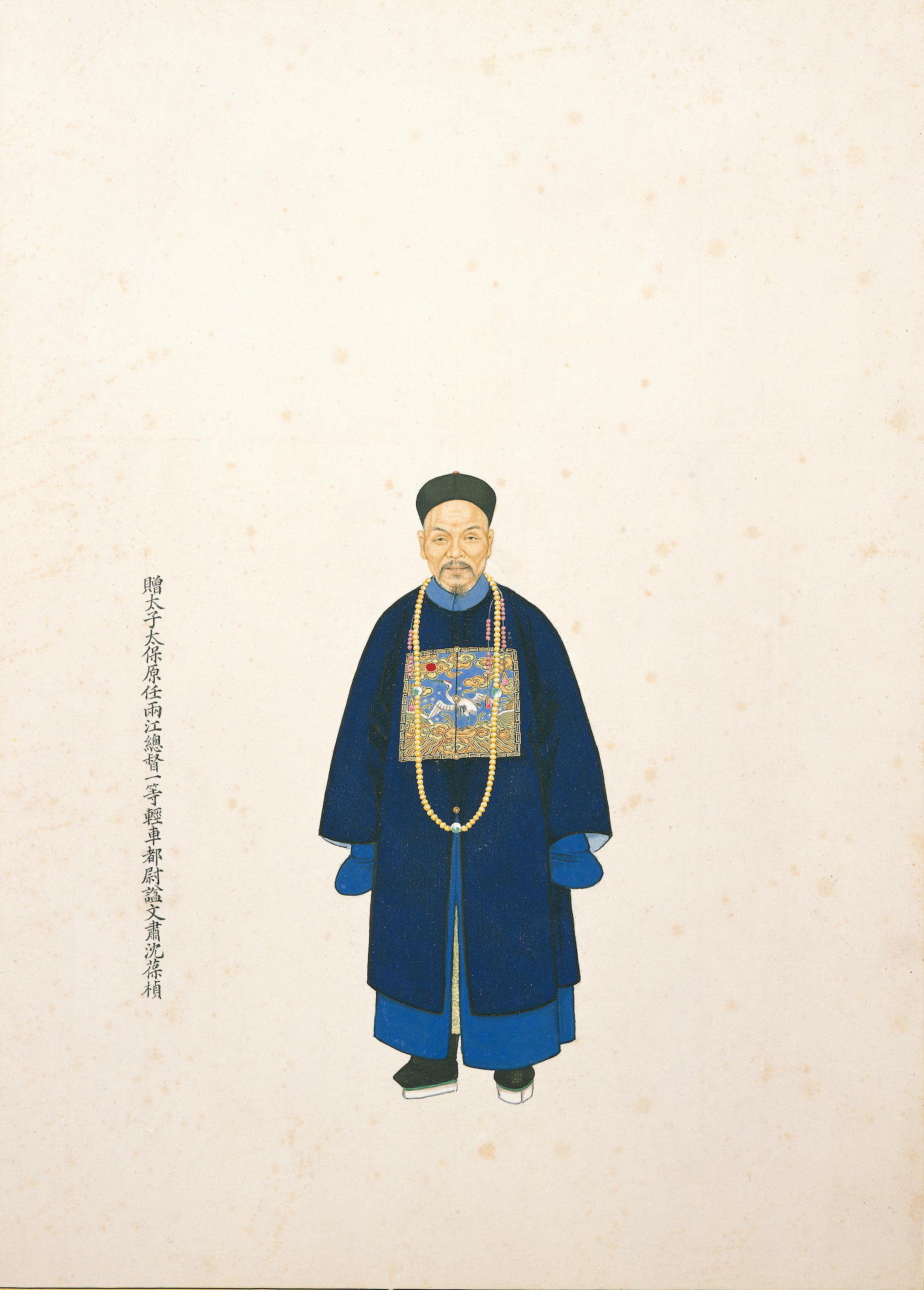
沈葆楨

台湾出兵後、沈葆楨は日本軍が上陸した瑯嶠地区に恒春県を設置すると共に台湾北部に台北府を設置することを奏請した。また淡水庁および噶瑪蘭庁を淡水県と宜蘭県に分割、淡水庁の頭前渓以南の地区に新竹県を、鶏籠地区に独立した庁を設置すると共に基隆と改称している。さらに大甲渓以北の台北府の下部に淡水、新竹、宜蘭の3県および基隆庁を管轄させ台湾北部の行政比重を高め、台湾開港後の発展に対応した行政区画を整備した。
北部以外では、沈葆楨は台湾行政区域と地域開発の一致に尽力し、当時嘉義県の南部となっていた曽文渓以南の地区は県治より距離があり、台湾府の附郭県である台湾県の管轄を強化する目的で台湾県に編入された。この他彰化県の埔里地区には単独の埔里社庁を設置し、北路撫民理蕃同知を中路撫民理蕃同知と改称、後山地区には卑南庁を設置し南路撫民理蕃同知をそれぞれ駐在させた。これにより大甲渓以南の中南部地区は台湾府が設けられ、その下に彰化・嘉義・台湾・鳳山・恒春の5県及び埔里社・澎湖・卑南の3庁が設置される行政体制が確立した。

#### 開山撫蕃
沈葆楨は台北府設置の奏請以外に、地域間格差の是正を目的に台湾前山、後山の開発を行なった。開発と同時に撫蕃を行い積極的な後山地区の開発を推進するために、後山への交通路として北路、中路、南路の建設を行った。北路は噶瑪蘭庁蘇澳から花蓮奇莱までの205里、中路は彰化林圮埔から花蓮璞石閣までの265里、南路は屏東射寮至から台東卑南までの214里である。中路は現在も残存しており、国家一級古蹟に指定され、八通関古道と称されている。
沈葆楨の撫蕃政策は台湾原住民を漢化させるものであり、原住民の人口土地調査を行い共通言語と私闘を禁止し、蕃学の設置や道路の建設などを行なった。また随時蕃社を招撫し漢人に対する武力を中止させると共に、それに反対するものに対しては兵力により鎮圧を行なった。
この他、沈葆楨は撫蕃政策が成功すれば漢人の台湾移住、山地への漢人による入植、原住民との通婚などの制限を撤廃する必要があると考え、同治14年2月に台湾に関する一切の禁令を解除している。